# USS Van Valkenburgh
Lo USS Van Valkenburgh (hull classification symbol DD-656) fu un cacciatorpediniere della United States Navy, entrato in servizio nell'agosto 1944 come parte della classe Fletcher.
Attivo durante le fasi finali della seconda guerra mondiale, il cacciatorpediniere operò contro l'Impero giapponese sul fronte del Pacifico, prendendo parte alla campagna delle isole Vulcano e Ryūkyū. Nel dopoguerra svolse ancora un periodo di servizio bellico durante la guerra di Corea, per poi essere ceduto alla Turchia nel 1967; in servizio con la Türk Deniz Kuvvetleri sotto il nuovo nome di TCG İzmir, la nave fu infine radiata nel 1987 e avviata alla demolizione.

## Storia

### Entrata in servizio e prime operazioni
Impostata il 15 novembre 1942 nei cantieri della Gulf Shipbuilding Corporation di Chickasaw in Alabama, la nave venne varata il 19 dicembre 1943 con il nome di Van Valkenburgh in onore di Franklin Van Valkenburgh, comandante della nave da battaglia USS Arizona affondata nell'attacco di Pearl Harbor del 7 dicembre 1941 e insignito della Medal of Honor; madrina del varo fu Marguerite Van Valkenburgh, vedova del capitano Van Valkenburgh. La nave entrò quindi ufficialmente in servizio il 2 agosto 1944, iniziando una campagna di esercitazioni e test nelle acque del Golfo del Messico; il 7 agosto mosse in soccorso del rimorchiatore LT-18, scortandolo al sicuro nel porto di Mobile. Dopo una crociera di messa a punto alle Bermuda alla fine di settembre, il cacciatorpediniere si trasferì a Charleston e quindi ad Hampton Roads, da dove salpò il 22 ottobre di scorta all'incrociatore leggero USS Wilkes Barre, da poco entrato in servizio; passato il canale di Panama, le due navi raggiunsero San Diego per iniziare le operazioni nel teatro dell'oceano Pacifico.
Tra il 10 e il 16 novembre 1944 il Van Valkenburgh scortò un convoglio di truppe da San Diego alle Hawai, spostandosi poi nella base di Pearl Harbor il 17 novembre da dove intraprese un intensivo programma di esercitazioni belliche. La nave lasciò quindi le Hawaii il 27 gennaio 1945, e dopo una sosta nella base avanzata di Eniwetok nelle isole Marshall raggiunse Saipan nelle isole Marianne, dove si andava radunando una vasta flotta in vista dell'invasione anfibia dell'isola giapponese di Iwo Jima. Dal 19 febbraio il cacciatorpediniere fu quindi impegnato negli eventi della battaglia di Iwo Jima, alternando le missioni di scorta ai convogli da e per Saipan e di pattugliamenti anti-sommergibili ai bombardamenti costieri in appoggio ai reparti a terra.

### La battaglia di Okinawa
Dopo la conclusione delle operazioni a Iwo Jima, alla fine di marzo 1945 il Van Valkenburgh tornò alle Marianne per condurre esercitazioni nella zona di Tinian; il 27 marzo il cacciatorpediniere salpò con la flotta diretta ad assaltare l'isola di Okinawa. Il 1º aprile, giorno d'inizio della battaglia di Okinawa, il Van Valkenburgh partecipò a una finta operazione di sbarco nel sud-ovest dell'isola, mossa tesa a sviare l'attenzione dei difensori giapponesi dallo sbarco principale svoltosi invece lungo la costa occidentale di Okinawa. Nel corso della manovra, il cacciatorpediniere prestò soccorso al Landing Ship Tank LST-884, centrato da un velivolo kamikaze giapponese e in preda alle fiamme: un drappello di soccorso del Van Valkenburgh riuscì a salire a bordo del mezzo, dando un grosso contributo a estinguere l'incendio e condurre il danneggiato LST-884 in salvo all'ancoraggio avanzato di Kerama Retto; tre ufficiali e 15 sottufficiali e marinai del Van Valkenburgh ricevettero varie onorificenze per questa azione di salvataggio, tra cui due Silver Star.
Dopo essere rientrato a Saipan, dal 15 aprile il Van Valkenburgh operò al largo della testa di ponte statunitense a Okinawa, pattugliando la zona di stazionamento delle navi da trasporto e affrontando fin dal primo giorno vari attacchi aerei dei giapponesi. Il cacciatorpediniere fu quindi schierato come picchetto radar in una delle posizioni più vicine alle basi aeree giapponesi, guidando le pattuglie di caccia statunitensi all'intercettamento dei velivoli nemici ma trovandosi esso stesso a impiegare il suo armamento antiaereo per fronteggiare gli attacchi nipponici; il 21 aprile la nave soccorse anche i naufraghi del mezzo da sbarco LCS-15, affondato in un attacco kamikaze. Il Van Valkenburgh trascorse due mesi schierato in vari punti attorno a Okinawa fronteggiando la minaccia degli attacchi aerei giapponesi, in particolare nelle ore di buio: l'equipaggio del cacciatorpediniere sperimentava almeno due chiamate di seguito, e spesso anche cinque, di allarme generale per notte. Non mancavano inoltre le missioni di bombardamento in appoggio delle truppe a terra.
Il 17 maggio il Van Valkenburgh era di pattuglia insieme al cacciatorpediniere USS Douglas H. Fox e quattro LCI quando la formazione fu attaccata da diversi velivoli giapponesi. Per trenta minuti le unità statunitensi manovrarono in continuazione facendo fuoco con tutte le armi di bordo: il Van Valkenburgh abbatté due aerei, e dopo che il Douglas H. Fox venne centrato da un kamikaze si avvicinò e fornì soccorso tenendo al contempo alla larga ulteriori attaccanti con il suo fuoco antiaereo. Pochi giorni dopo, il 29 maggio, il Van Valkenburgh dovette nuovamente muovere in soccorso di un cacciatorpediniere statunitense colpito da un kamikaze, questa volta lo USS Shubrick: il Van Valkenburgh affiancò l'unità gravemente danneggiata e prese a bordo i numerosi feriti del suo equipaggio, proteggendo poi il rimorchio dell'immobilizzato Shubrick a Kerama Retto.
Il 24 giugno il Van Valkenburgh lasciò Okinawa per dirigere a Leyte nelle Filippine per un periodo di riposo e recupero. All'inizio di luglio l'unità tornò in mare come parte di una formazione comprendente gli incrociatori pesanti USS Alaska e USS Guam, quattro incrociatori leggeri e altri sette cacciatorpediniere; la formazione incrociò per diversi giorni lungo la costa cinese tra Shanghai e Formosa alla caccia di qualunque attività navale giapponese in zona, ma rientrò verso Okinawa dopo cinque giorni senza aver incontrato alcun bersaglio da attaccare o aver affrontato una qualunque forma di opposizione. Il Van Valkenburgh si trovava all'ancora a Leyte quando, il 15 agosto, venne annunciata l'avvenuta resa del Giappone.

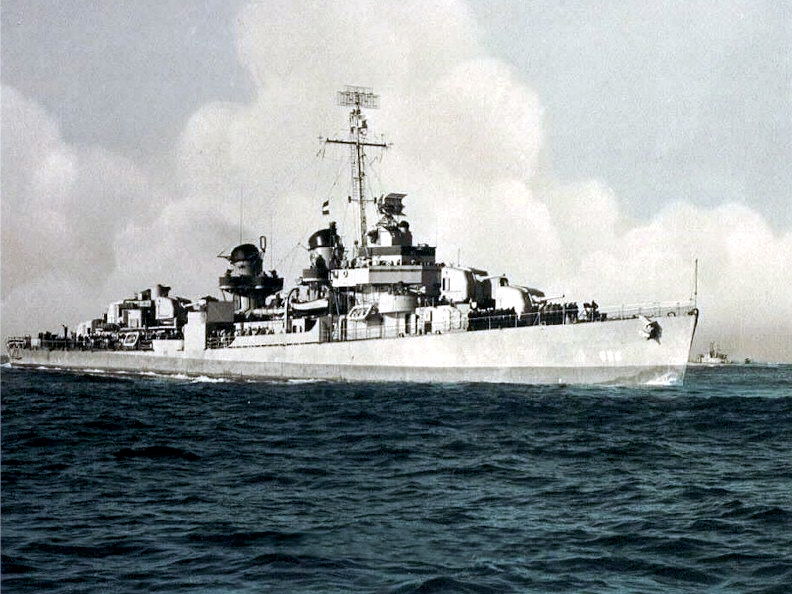
Il cacciatorpediniere in navigazione nel 1945

### Il dopoguerra
Il 7 settembre 1945 il Van Valkenburgh lasciò Leyte per le acque del Giappone di scorta a una formazione di portaerei statunitensi, operando al largo della costa di Kyūshū a protezione delle operazioni di dragaggio dei campi di mine navali giapponesi; il 15 settembre il cacciatorpediniere fece il suo ingresso nel porto di Nagasaki per proteggere l'evacuazione dei prigionieri di guerra alleati, trovando la città devastata dal bombardamento atomico del 9 agosto. Per le successive sei settimane il Van Valkenburgh operò in compiti di occupazione nelle acque giapponesi tra Kyūshū, Honshū e il Mare interno di Seto; il 17 novembre il cacciatorpediniere salpò da Sasebo per rientrare negli Stati Uniti, arrivano a San Diego il 6 dicembre seguente dopo soste a Midway e Pearl Harbor. Attraversato nuovamente il canale di Panama, il Van Valkenburgh raggiunse quindi Charleston il 23 dicembre 1945 e qui, il 12 aprile 1946, fu posto in disarmo e messo in riserva.
Il 31 agosto 1950, circa due mesi dopo lo scoppio della guerra di Corea, il comando della US Navy ordinò la riattivazione del Van Valkenburgh come unità operativa, e il cacciatorpediniere fu ufficialmente rimesso in servizio l'8 marzo 1951. Dopo manovre di addestramento al largo della Virginia, della Nuova Scozia e nei Caraibi, la nave salpò da Norfolk il 2 maggio 1946, attraversò il canale di Panama e raggiunse Yokosuka il 17 giugno via San Diego, Pearl Harbor e Midway. Lasciata Yokosuka il 22 giugno, per i successivi 36 giorni il Van Valkenburgh scortò nel Mar del Giappone le portaerei della Task Force 77 durante una campagna di attacchi a postazioni nemiche nella Corea del Nord; dopo una sosta a Sasebo alla fine di luglio, dal 3 agosto svolse missioni di fuoco in supporto delle truppe del I Corpo d'armata dell'Esercito sudcoreano, schierato lungo la costa orientale della Corea: il cacciatorpediniere sparò non meno di 2 400 colpi di grosso calibro contro una gran varietà di bersagli nemici, dai bunker alle postazioni di artiglieria, dai sampan che operavano sottocosta ai depositi nelle retrovie del fronte.
Nel corso degli ultimi mesi del 1951 il Van Valkenburgh lasciò le acque coreane ma rimase schierato in Estremo Oriente, alternando visite nei porti del Giappone a missioni di pattugliamento dello stretto di Formosa. Dopo una sosta nelle Filippine, il 17 ottobre il cacciatorpediniere salpò per rientrare negli Stati Uniti, viaggiando in direzione ovest toccando gli scali di Singapore, Colombo, Aden, Suez, Napoli, Genova, Cannes e Gibilterra; dopo aver completato una circumnavigazione completa del globo, la nave arrivò a Norfolk il 12 dicembre 1951. Dopo alcune manovre nelle acque di casa, il Van Valkenburgh fu posto in riserva nell'agosto 1953 nel porto di Filadelfia; il cacciatorpediniere fu ufficialmente radiato dal servizio nella US Navy il 26 febbraio 1954.
Il 28 febbraio 1967 la nave venne ufficialmente ceduta in prestito dagli Stati Uniti alla Turchia, entrando in servizio con la Türk Deniz Kuvvetleri sotto il nuovo nome di İzmir (distintivo ottico D-340). Il vecchio cacciatorpediniere fu ufficialmente cancellato dai registri navali della US Navy il 1º febbraio 1973; il prestito alla Marina turca scadde ufficialmente il 15 febbraio seguente, ma il giorno stesso l'unità fu ufficialmente venduta dagli Stati Uniti alla Turchia. Lo İzmir rimase in servizio con la Marina turca fino al 1987, quando fu radiato e contestualmente avviato alla demolizione.
Il Van Valkenburgh fu insignito di una Navy Unit Commendation per le sue attività nella campagna di Okinawa, oltre a ricevere tre Battle star per il suo servizio nella seconda guerra mondiale e una per quello nella guerra di Corea.